# Herói das Forças Armadas Populares
O Herói das Forças Armadas Populares (em vietnamita:  Anh hùng lực lượng vũ trang nhân dân) é um título honorífico da República Socialista do Vietname.

## Critério
O título e medalha de Herói da Forças Armadas Populares é concedido a indivíduos com “conquistas excepcionalmente notáveis em combate, serviço de combate e trabalho, representam o heroísmo revolucionário na causa da libertação nacional, da defesa nacional e da proteção do povo”.
O prémio também é agraciado de forma colectiva para os que cumprem este padrão e são leais à pátria socialista do Vietname, que mantiveram uma boa unidade interna, um registo limpo e forte do Partido e organizações de massas.

## Precursor
O precursor deste título foi o Herói das Forças Armadas e Herói das Honras da Força Libertadora do Sul.